# NGC 6381
NGC 6381 est une galaxie spirale située dans la constellation du Dragon. Sa vitesse par rapport au fond diffus cosmologique est de 3 173 ± 6 km/s, ce qui correspond à une distance de Hubble de 46,8 ± 3,3 Mpc (∼153 millions d'al). NGC 6381 a été découverte par l'astronome américain Lewis Swift en 1885.
La classe de luminosité de NGC 6381 est III et elle présente une large raie HI.
La distance de Hubble de la galaxie PGC 60316 située à proximité sur la sphère céleste est égale à 48,7 ± 3,4 Mpc (∼159 millions d'al), soit à peu près la même que la distance de NGC 6381. On mentionne que NGC 6381 est le membre d'une paire sans identifier l'autre membre,, mais il s'agit fort probablement de PGC 60316.
À ce jour, une mesure non basée sur le décalage vers le rouge (redshift) donne une distance d'environ 40,700 Mpc (∼133 millions d'al). Cette valeur est tout juste à l'extérieur des valeurs de la distance de Hubble.